# تحالف مانشستر الكبرى للأشخاص ذوي الإعاقة
تأسست منظمة تحالف مانشستر الكبرى للأشخاص ذوي الإعاقة (GMCDP) في عام 1985، وهي منظمة عضوية في المملكة المتحدة يسيطر عليها الأشخاص ذوو الإعاقة. يُعتبر GMCDP مؤثرًا في المناقشات السياسية الاجتماعية والثقافية والاقتصادية والقانونية على المستوى الوطني والتي أثرت على الأشخاص ذوي الإعاقة، استنادًا إلى النموذج الاجتماعي للإعاقة. وأُشير إلى مجلة ائتلاف GMCDP في هذه المناقشات، أُستشهد بمقالاتها في الكتب المدرسية الأكاديمية وكذلك داخل المجتمع. لقد كان تاريخ GMCDP بمثابة نموذج مصغر لتاريخ حركة الأشخاص ذوي الإعاقة الجذرية في المملكة المتحدة منذ ثمانينيات القرن العشرين، حيث كان أعضاء GMCDP غالبًا مشاركين على المستوى المركزي والوطني.

## الأصول
الاجتماع الأول، استراتيجيات التحالف، عقد يوم السبت 16 يونيو 1984 بحضور أكثر من 90 شخصًا من ذوي الإعاقة. كان الاجتماع يستمر طوال اليوم وعُقد في قاعة مقاطعة مجلس مانشستر الكبرى (وهي الآن مبنى مكاتب) على زاوية حدائق بيكاديللي في مانشستر. وقد انتخب هذا الاجتماع لجنة توجيهية كانت مهمتها الموافقة على الدستور (القواعد حول كيفية إدارة المجموعة) والبدء في البحث عن التمويل. جاء الكثير من العمل الداعم وراء هذا الحدث واللجنة التوجيهية من اثنين من العاملين في مجال التنمية المجتمعية العاملين في مجلس مانشستر الكبرى للخدمة التطوعية (الذي سمي فيما بعد GMCVO)، دوروثي وايتاكر وفال سوفولك.
جاءت فكرة GMCDP من مجموعة تسمى مجموعة عمل الإعاقة في مانشستر الكبرى والتي أجرت مناقشات مع أشخاص معاقين جذريين مثل كين ديفيس وماجي ديفيس في تحالف ديربيشاير للأشخاص ذوي الإعاقة (1981-2018)، ومن الأحداث الإقليمية أثناء وبعد السنة الدولية للأمم المتحدة للأشخاص ذوي الإعاقة في عام 1981. كان اسم GMCDP قيد الاستخدام منذ يوليو 1984 فصاعدًا.
كان حوالي نصف الأعضاء المؤسسين لـ GMCDP أيضًا أعضاء في اتحاد المعوقين جسديًا ضد الفصل العنصري (UPIAS، 1972-1990) وكان النموذج الاجتماعي للإعاقة محوريًا في تصميم GMCDP. كما التقى العديد من أعضاء UPIAS الذين عاشوا في مانشستر وما حولها معًا داخل نادي مانشستر الرياضي للرياضيين ذوي الإعاقة (MDA)، حيث كانت هناك إمكانية لإجراء المزيد من المناقشات الخاصة بشأن تشكيل GMCDP. وعلى وجه الخصوص، أُتفق على أن يُسجل GMCDP كشركة ولكن ليس أيضًا كجمعية خيرية، بحيث لا يُمس بالحملات المستقبلية. وقد صاغت المجموعة طلب تمويل إلى مجلس مانشستر الكبرى للحصول على منحة مساعدات حضرية بقيمة 27350 جنيهًا إسترلينيًا من الإيرادات و10000 جنيه إسترليني من رأس المال لمركز مانشستر الكبرى للموارد / المعلومات للأشخاص ذوي الإعاقة، ويظهر الطلب لورين جرادويل كسكرتيرة للجنة. كما وزع نشرة مطبوعة أساسية تصف GMCDP في أكتوبر 1984.
كان أحد الأمثلة على طرق عمل مجموعة توجيه GMCDP هو تنظيم اجتماع مفتوح بعنوان " سياسات الإعاقة"، الساعة 7.30 مساءً يوم الجمعة 8 فبراير 1985 في مركز التثقيف الصحي، شارع هاردمان، مانشستر (سبينينغفيلدز الآن). كُرم فيك فينكلشتاين باعتباره متحدثًا بارزًا، بصفته رئيسًا للمجلس البريطاني لمنظمات الأشخاص ذوي الإعاقة (BCODP). جرت مناقشة تحديد جدول الأعمال قبل بضعة أسابيع، في 24 يناير/كانون الثاني 1985، بين كيفن هايت ولورين جرادويل أثناء اجتماع نادي MDA المسائي في مركز ستريتفورد الرياضي. وبما أن الاجتماع كان مفتوحا فقد تقرر مسبقا أنه لن يكون اجتماعا لصنع السياسات. كانت اجتماعات المجموعة التوجيهية تُعقد في كثير من الأحيان في مركز التثقيف الصحي في شارع هاردمان (أحد الأماكن القليلة التي يمكن الوصول إليها للاجتماعات في ذلك الوقت) كل شهر في مساء يوم الجمعة.
انعقد الاجتماع الافتتاحي لـ GMCDP يوم السبت 22 يونيو 1985 في قاعة مقاطعة مجلس مانشستر الكبرى، وفي هذه المرحلة انتهت لجنة التوجيه وأُنتخب أول مجلس تنفيذي. وتضمن الاجتماع عددًا من مجموعات المناقشة الأصغر، بما في ذلك التعليم والوصول والتوظيف.

## عضوية
قررت مجموعة توجيه GMCDP في البداية أن العضوية ستكون مفتوحة فقط للأشخاص ذوي الإعاقة الأفراد الذين يدعمون أهدافها، وليس أيضًا لأي منظمات الإعاقة، لمنع GMCDP من الإرهاق من قبل أي منظمات أكبر وأفضل مواردًا والتي لم تتبع النموذج الاجتماعي للإعاقة. سُمح بالعضوية المنتسبة للأشخاص غير ذوي الإعاقة، وللمنظمات، وللأعضاء الصغار الذين تقل أعمارهم عن 16 عامًا. كما أٌُنتفق على أن يُنتخب الضباط (الرئيس والسكرتير وأمين الصندوق وما إلى ذلك) من المجلس التنفيذي وليس من العضوية الكاملة في اجتماع عام سنوي، والذي انتخب المجلس التنفيذي فقط.
ينص مقتطف من مسودة الدستور في أغسطس 1984 على ما يلي: "يهدف الائتلاف إلى تعزيز المشاركة الكاملة للأشخاص ذوي الإعاقة في ضمان حصولهم على المرافق والدعم اللازمين للعيش بشكل مستقل؛ والتحكم في حياتهم الخاصة، ودعم جميع التدابير التي تسعى إلى ضمان حصول الأشخاص ذوي الإعاقة على الوسائل اللازمة للاندماج الكامل في المجتمع".

## ثمانينيات القرن العشرين
كان المكتب الأول في 11 Anson Road، Rusholme، Manchester، في مقصورة مؤقتة في موقف سيارات SERIS، خدمة موارد التعليم الخاص والمعلومات التابعة لمجلس مدينة مانشستر. كان هناك ثلاثة موظفين في البداية - موظف إداري (سو ستيرلينج لبضعة أسابيع، ثم ثيلما توملينسون) وموظفان للمعلومات والدعاية (إيان ستانتون، ---)، وموظف رابع عُين في عام 1986 كعامل تطوير، ثم قائد فريق (لورين جرادويل).
كان موظفو وأعضاء GMCDP مشاركين بشكل كبير في إنشاء وإدارة المجلس البريطاني لمنظمات الأشخاص ذوي الإعاقة (BCODP، 1981-2017)، سواء قبل أو بعد إنشاء GMCDP.

### مجلة التحالف
صدر أول إصدار لـ GMCDP كمنظمة موظفة في فبراير 1986. كانت هذه نشرة إخبارية إعلامية، والتي سرعان ما تغير اسمها لتصبح أخبار الائتلاف ثم الائتلاف من يونيو 1989 فصاعدًا. بحلول عام 2019، كان هناك أكثر من 70 إصدارًا من مجلة التحالف. أُصدرت نشرة إعلامية تتضمن تفاصيل الأحداث والإعلانات الأخرى.

### وسائل النقل العام المتاحة (النقل الجماعي)
عندما شُكلت GMCDP، فقد ضمت أشخاصًا ولجانًا من بعض المنظمات القائمة مسبقًا للأشخاص ذوي الإعاقة والتي تعمل على قضية واحدة، وشملت هذه المنظمات ADAPT، فرع مانشستر الكبرى للعمل على نقل الأشخاص ذوي الإعاقة (1979-1985). في عام 1982، بشكل تفصيلي، ثم في عام 1984 بشكل تفصيلي، اقترح مخططو النقل العام في مانشستر الكبرى تمويل وبناء شبكة ترام جديدة، والتي أصبحت تعرف فيما بعد باسم مترولينك. ووصف الأشخاص ذوو الإعاقة في ADAPT أنفسهم في محاضر بأنهم قلقون للغاية عندما اكتشفوا أن الترام المقترح لن يكون في متناول الأشخاص ذوي الإعاقة. كان الاقتراح هو وضع خطوات قابلة للسحب للداخل والخارج تحت أبواب الترام حتى يتمكن الأشخاص (غير المعاقين) من الصعود عليها عند ركوب الترام. عُقد اجتماع بين السلطات وحوالي 70 شخصًا من ذوي الإعاقة في 22 نوفمبر 1984 للاحتجاج، وكان أحد المتحدثين هو الناشط الزائر في مجال ذوي الإعاقة فيك فينكلشتاين.
وظلت سلطات النقل ترفض هذه المطالب بإنشاء نظام ترام يمكن الوصول إليه بالكامل لمدة ثلاث سنوات أخرى، حتى اجتماع آخر مع السلطات حوالي مايو/أيار 1987، وهذه المرة مع احتجاج أكثر من 100 شخص من ذوي الإعاقة. بحلول صيف عام 1988، أٌُتفق على مبدأ الوصول الكامل ودعو الأشخاص ذوي الإعاقة لتفقد نموذج مركبة ومنصة كاملة الحجم بُنيت لأغراض التشاور.

### القابلية للفن - الاحتجاج والعواقب
في يوليو 1986، تناولت مجلة التحالف الحملة ضد مؤتمر Artability وإلغائه في النهاية. كانت مؤسسة كارنيجي تخطط لعقد مؤتمر في مانشستر في الفترة من 22 إلى 24 سبتمبر 1986 تحت عنوان " القدرة الفنية - الطريق إلى الأمام للفنون والأشخاص ذوي الإعاقة"، وذلك للمضي قدمًا في التوصيات الواردة في تقرير (ريتشارد) أتينبورو حول الفنون والأشخاص ذوي الإعاقة. وقد اعترضت GMCDP والمنظمات الأخرى للأشخاص ذوي الإعاقة بسبب عدم التشاور معهم، وكان مكان المؤتمر غير مناسب للوصول إليه، وكانت فلسفة المؤتمر طبية وعلاجية، وكانت تستهدف فقط صناع القرار غير المعوقين والأشخاص ذوي الإعاقة المستبعدين. عندما أقنع GMCDP مجلس مدينة مانشستر بسحب دعمه للمؤتمر المخطط له، أصدر مجلس كارناجي بيانًا وألغى الحدث.
بعد ذلك، عملت GMCDP مع مجلس مدينة مانشستر وآخرين للتخطيط وإدارة حدث بديل أفضل، وهو مؤتمر مانشستر للفنون للأشخاص ذوي الإعاقة الذي عقد في الفترة من 26 إلى 27 مارس 1988 في قاعة مدينة مانشستر، ونشرت GMCDP تقريرًا للمؤتمر مكونًا من 39 صفحة في أغسطس 1988.

### أماكن يسهل الوصول إليها
في مايو 1987، أنتجت GMCDP بالاشتراك مع مجلس مانشستر الكبرى للخدمة التطوعية (GMCVS) كتيبًا مكونًا من 61 صفحة، دليل الأماكن للاجتماعات والمؤتمرات في مانشستر الكبرى، استنادًا إلى 500 استبيان أُصدر. كان الهدف من ذلك تسليط الضوء على العدد المحدود للغاية من الأماكن التي يمكن الوصول إليها، وتشجيع استخدامها على نطاق أوسع من قبل منظمي الفعاليات، وإبلاغ مديري الأماكن التي لا يمكن الوصول إليها عن طرق تحسين إمكانية الوصول الخاصة بهم.

#### حملة قاعة مدينة مانشستر
في أوائل ثمانينيات القرن العشرين، لم يكن من الممكن للأشخاص ذوي الإعاقة الوصول إلى قاعة مدينة مانشستر. كان لكل مدخل درجات، وكان هناك مصعد صغير عند الدخول، ولم تكن هناك دورات مياه مخصصة لذوي الاحتياجات الخاصة، ولا حلقات تحريض على استخدام المعينات السمعية، ولا لافتات مكتوبة بلغة برايل. كانت منظمات الأشخاص ذوي الإعاقة مثل منتدى مانشستر للإعاقة وGMCDP قد دعت إلى توفير الوصول الكامل إلى "ممرات السلطة"، ولكن قيل لها إنه ليس من الممكن ذلك لأن مبنى البلدية كان مبنى مدرجًا، وهو ما اعتبرته المجموعات استجابة غير مستنيرة. كان توسيع قاعة مدينة مانشستر، الذي بني في ثلاثينيات القرن العشرين، أفضل قليلاً من حيث الوصول، على الرغم من أن كلا الجسرين الرابطين بين المبنيين احتوى على درجات وحواجز للوصول. 
اعتقدت GMCDP ومنتدى مانشستر للإعاقة أنهما توصلا إلى تفاهم سياسي مع مجلس مدينة مانشستر مفاده أن المجلس سوف يلتزم بجعل قاعة المدينة "القديمة" متاحة بالكامل في أقرب وقت ممكن، وفي غضون ذلك لن تُعقد أي اجتماعات عامة هناك. ومع ذلك، غضب الأشخاص ذوو الإعاقة عندما اكتشفوا أن هذا الاتفاق قد خُرق عندما أقيم معرض لمؤتمر النقابات العمالية في قاعة المدينة إلى جانب المؤتمر السنوي لاتحاد النقابات العمالية في مكان قريب. عندما رفض منظمو المعرض استخدام مكان بديل يمكن الوصول إليه، نظمت GMCDP وقفة احتجاجية للأشخاص ذوي الإعاقة عند مداخل مبنى البلدية، بما في ذلك لافتات تشير إلى النقابات العمالية التي ينتمون إليها، ورفض العديد من مندوبي اتحاد النقابات العمالية تجاوز الخط. قال كيفن هايت وآخرون في وقت لاحق، كانت هذه هي اللحظة التي أدرك فيها المستشارون المنتخبون أن GMCDP كان سياسيًا مثلهم.

### تخفيضات المزايا والاحتجاجات
ذهب بعض أعضاء GMCDP إلى الاحتجاج والمسيرة الكبرى للأشخاص ذوي الإعاقة في 28 يوليو 1988 في Elephant and Castle في لندن، حيث ساروا إلى مقر وزارة الصحة والضمان الاجتماعي (DHSS) ضد التخفيضات التي أجرتها حكومة المحافظين بقيادة مارغريت تاتشر على فوائد الأشخاص ذوي الإعاقة. وقد أدت هذه الحملة إلى التراجع عن التخفيضات، وسرعان ما أدت إلى إنشاء صندوق المعيشة المستقلة. أُحتفل بهذا الاحتجاج الكبير من قبل الشاعر المعاق، سيمون بريسندن، في معركة الفيل والقلعة. (كان سيمون بريسندن عضوًا مؤسسًا لمركز ساوثهامبتون للحياة المستقلة، والذي يُعرف الآن باسم Spectrum CIL.)

## التسعينيات

### أول مشروع للشباب
في عام 1990 أطلقت مؤسسة GMCDP أول مشروع لها خصيصًا للأشخاص ذوي الإعاقة الشباب الذين تقل أعمارهم عن 25 عامًا. لقد قامت GMCDP بإدارة العديد من مشاريع الشباب ذوي الإعاقة بشكل مستمر منذ ذلك الحين، بما في ذلك مشاركة الشباب ذوي الإعاقة في تدريب مهارات الحياة المستقلة، وورش العمل الدرامية، ونادي Kulture Klub الاجتماعي ومن خلال جلسات تقديم المعلومات.
في يوليو 1997، نشر مشروع GMCDP وممولو المشروع حزمة تدريبية مكونة من فيلم (شريط VHS) وكتاب غلاف ورقي، مهارات الحياة المستقلة: دليل تدريبي للأشخاص ذوي الإعاقة الشباب، بقلم أليسون بليك، عاملة المشروع.

### تدريب العمل للأشخاص ذوي الإعاقة
قدم مشروع تدريب العمل المتعلق بالإعاقة التابع لـ GMCDP (DAT، 1990-1994) التدريب للأشخاص ذوي الإعاقة وغير المعاقين في مجال المساواة بين الأشخاص ذوي الإعاقة، ومهارات البحث عن عمل وتدريب المدربين من أجل بناء مجموعة من المدربين ذوي الجودة. أُختير الاسم عمدًا "تدريب العمل" وليس "تدريب الوعي" للتأكيد على التغييرات المتوقعة من المنظمات نتيجة لتلقي التدريب.

### كتلة تيليثون 92
لعب أعضاء GMCDP دورًا في الاحتجاج الذي قام به أكثر من 1000 شخص من ذوي الإعاقة في لندن خارج استوديوهات تلفزيون LWT المستخدمة في بث حدث Telethon لجمع التبرعات الخيرية في 18-19 يوليو 1992، مدعين أن الأساليب المستخدمة كانت مهينة للأشخاص ذوي الإعاقة.
قام إيان ستانتون، وهو عامل في GMCDP وموسيقي من ذوي الاحتياجات الخاصة، بأداء الأغنية التي تمت كتابتها حديثًا، رسالة من تيليثون (إليك) والتي كتبها بنفسه وكاثي أفيسون، وهي عضو آخر في GMCDP. نشرت صحيفة الغارديان في صباح ذلك اليوم رسالة إلى لورين جرادويل، وهي عاملة أخرى في GMCDP، تدعو فيها الأشخاص ذوي الإعاقة إلى دعم الاحتجاج. تحدثت ناتالي ماركهام، وهي عاملة أخرى في GMCDP وفنانة معاقة، من المنصة وكتبت في Coalition أن GMCDP نظمت حافلتين متاحتين من مانشستر لنقل الأعضاء إلى الاحتجاج.
كان اثنان من المنظمين الرئيسيين لهذا الاحتجاج (والاحتجاج الأصغر السابق ضد هذا التليتون في عام 1990) هما آلان هولدسورث، وباربرا ليسيكي، اللذان كتبا أيضًا عن احتجاجات التليتون في Coalition. بالتعاون مع أشخاص آخرين من ذوي الإعاقة شاركوا في احتجاجات عام 1992، قاموا بتشكيل شبكة العمل المباشر للأشخاص ذوي الإعاقة (DAN) في عام 1993.

### "الأفكار والتأملات"
في عام 1996 أُنتهي من إنتاج فيلم (شريط VHS) يتضمن مقابلات مع الأعضاء، تحت عنوان "أفكار وانعكاسات حول تحالف مانشستر الكبرى للأشخاص ذوي الإعاقة"، وذلك احتفالاً بالذكرى السنوية العاشرة للمنظمة. ومن بين الأشخاص الذين أُجريت مقابلتهم هم كين لومب، ودوروثي وايتاكر، وكيفن هايت، ولورين جرادويل، ونيفيل ستروجر، ومارتن باجيل، وإيان ستانتون، وثيلما توملينسون، وأنجيلا مادلي، وليندا مارش، وبريان هيلتون، وأودري ستانتون، وأليسون بليك. توجد نسخة رقمية من الفيلم مضمنة في موقع GMCDP على صفحة التاريخ.

### تشريعات مكافحة التمييز
شاركت GMCDP في حملة واسعة النطاق في النصف الأول من تسعينيات القرن العشرين من أجل إصدار قانون جديد لمنع التمييز ضد الأشخاص ذوي الإعاقة. كان هذا جهدًا متضافرًا من أجل الحقوق المدنية عبر عدد من المنظمات الناشطة، بما في ذلك المجلس البريطاني لمنظمات الأشخاص ذوي الإعاقة (BCODP) وشبكة العمل المباشر للأشخاص ذوي الإعاقة (DAN).

## العقد الأول من القرن الحادي والعشرين

### مشروع اللاجئين ذوي الإعاقة
كان أحد المشاريع المبتكرة التي تديرها مؤسسة GMCDP هو مشروع اللاجئين ذوي الإعاقة. وقد وفر هذا معلومات ودعمًا وتدريبًا في مجالات الخدمات المتاحة من منظمات الدعم، وبناء الثقة، والمعيشة المستقلة، ومهارات التكنولوجيا، ودعم الأقران للمشاركة في الاجتماعات لتبادل الخبرات، والوصول إلى التعليم والتوظيف.

### منتدى الشباب ذوي الإعاقة
عمل هذا المشروع مع الشباب الذين تصل أعمارهم إلى 25 عامًا من جميع أنحاء مانشستر الكبرى، وعمل مع مشروعه الشقيق، مجموعة الدراما لمنتدى الشباب ذوي الإعاقة.

### وحدة المعلومات والدعوة
أُطلقت وحدة المعلومات والدعوة في 17 أبريل 2004 في مركز مانشستر للصم، وتخصصت في توفير معلومات مخصصة وخدمة إرشادية للأفراد والمجموعات في جميع أنحاء مانشستر الكبرى، بشأن قضايا مثل الإسكان والفوائد والحقوق والنقل والأنشطة الترفيهية. يمكن للأشخاص ذوي الإعاقة الذين يعيشون أو يعملون في مانشستر الكبرى الاتصال هاتفيا بخط معلومات أو طرح الأسئلة عبر البريد الإلكتروني على فريق المشروع. نُظمت أيام إعلامية في جميع أنحاء مانشستر الكبرى، ووفرت خدمة استشارية للمنظمات، وقُدمت خدمة المناصرة لدعم المناصرة الفردي للأشخاص ذوي الإعاقة في مانشستر الكبرى.

## العقد الأول من القرن الحادي والعشرين

### عمل الشباب
في عام 2010، بدأ GMCDP مشروعًا ممولًا من اليانصيب لمدة خمس سنوات، بما في ذلك الشباب ذوي الإعاقة، وفي عام 2016 استمر هذا العمل، والذي يُطلق عليه الآن اسم تشكيل إدماجنا.
مول مشروعين للشباب في منطقة مدينة مانشستر فقط - مشروع مانشستر للشباب ذوي الإعاقة، ومنتدى مانشستر للشباب ذوي الإعاقة والذي تضمن التطوير الذاتي والوعي الجيد.
وكان من بين المشاريع الأخرى منتدى المساواة و LOL - عيش حياتنا.

### حق التحكم الطيار
حوالي عام 2010، كان هناك عدد من مصادر التمويل التي يمكن دفعها للأشخاص ذوي الإعاقة لتلبية احتياجات مختلفة في المنزل وفي العمل، ولكن في بعض الأحيان كانت هذه الأموال تعمل ضد بعضها البعض. وكانت فكرة "الحق في التحكم" هي محاولة توفير بعض التنسيق لهذه الأموال، ووضع الأشخاص ذوي الإعاقة في مركز تخطيطها. في عام 2010، أُختيرت منطقة مانشستر الكبرى كواحدة من المناطق الرائدة في محاولة تنفيذ طريقة جديدة لدمج مصادر التمويل، والمعروفة باسم الحق في التحكم .
كان أحد هذه المشاريع التجريبية يسمى شراكة منطقة مانشستر، والتي تتألف من خمس من السلطات المحلية العشر (المجالس) في مانشستر الكبرى: بوري، ومانشستر، وأولدهام، وستوكبورت، وترافورد.
اجتمعت هذه المجالس الخمسة في منطقة مانشستر الكبرى ومركز العمل بلس ومنظمات الأشخاص ذوي الإعاقة لمدة ثلاث سنوات لمحاولة التوصل إلى طريقة جديدة للعمل تركز على الشخص. أُتفق على تمديد لمدة 12 شهرًا للمشروعات التجريبية حتى عام 2013 بعد التشاور، إلا أن مجلس أولدهام قرر سحب مشاركته وغادر في 12 ديسمبر 2012، وكان الاستنتاج النهائي هو أن السلطات المختلفة، وخاصة الوكالات الوطنية، كانت غير مرنة للغاية وانتهت المشاريع التجريبية في عام 2013.

### التقشف
حُدد العقد من عام 2010 إلى عام 2020 من حيث التمويل العام باعتباره فترة خفض الإنفاق والتقشف. لقد أثرت هذه السياسة التي تنتهجها حكومة المملكة المتحدة على الأشخاص ذوي الإعاقة لأكثر من عقد من الزمان، وخاصة على أولئك في سن العمل بسبب الإعفاءات التي نص عليها البيان السياسي ضد تخفيضات المزايا لكبار السن، فضلاً عن التأثير الناجم عن انخفاض تمويل القطاع العام بشكل عام. أُجبرت العديد من منظمات الأشخاص ذوي الإعاقة على الإغلاق لأن سنوات التقشف استنفدت أي احتياطيات، وعلى الرغم من أن GMCDP اضطرت إلى تقليص أعداد الموظفين بشكل كبير، إلا أنها تمكنت من البقاء على قيد الحياة خلال العقد.

### صندوق المعيشة المستقلة
في مارس/آذار 2014، أعلنت الحكومة الائتلافية عن خططها لإغلاق صندوق المعيشة المستقلة في يونيو/حزيران 2015 ونقل المسؤوليات إلى السلطات المحلية دون حماية الميزانية، وهو ما كان GMCDP مقتنعاً بأنه سيؤدي إلى تخفيضات لأن الرعاية الاجتماعية في إنجلترا والمملكة المتحدة كانت فاشلة بالفعل. دٌعمت الحملة لإنقاذ ILF من قبل
- GMCDP (تحالف مانشستر الكبرى للأشخاص ذوي الإعاقة)
- التحالف من أجل التعليم الشامل (ALLFIE)
- DPAC (الأشخاص ذوو الإعاقة ضد التخفيضات)
- الإدماج لندن
- حياة متساوية.

ولسوء الحظ، استمرت الحكومة في خططها وألغت جبهة التحرير الفلسطينية على الرغم من هذه الاحتجاجات القوية، وواصلت GMCDP حملتها من أجل المعيشة المستقلة للأشخاص ذوي الإعاقة.

### بيان الأشخاص ذوي الإعاقة
في عام 2017، نظمت GMCDP فعالية انتخابية للمرشحين الافتتاحيين لمنصب عمدة مانشستر الكبرى (أولئك الأشخاص الذين يرغبون في انتخابهم كـ "عمدة مترو")، والتي ركزت على قضايا الأشخاص ذوي الإعاقة. وفي الوقت نفسه، قامت GMCDP بصياغة بيان للأشخاص ذوي الإعاقة بالتعاون مع منظمات أخرى للأشخاص ذوي الإعاقة في جميع أنحاء مانشستر الكبرى، وأُرسل إلى جميع المرشحين. في عام 2017، انتُخب آندي بيرنهام رئيسًا لبلدية مانشستر الكبرى، وفي عام 2019 أنشأ لجنة للأشخاص ذوي الإعاقة (DPP) مع GMCDP لمواصلة الحوار.

### "مانشستر فيرستس"
في عام 2017، كتبت لورين جرادويل مقالاً عبر الإنترنت حول الأدوار التقدمية اجتماعياً التي يلعبها الأشخاص ذوو الإعاقة وحلفاؤهم في مانشستر الكبرى ضمن حركة الأشخاص ذوي الإعاقة الأوسع. أطلقت عليه اسم "مانشستر فيرستس"، وكتبته ردًا على حضور اجتماع حول تاريخ الإعاقة عقد في إحدى الجامعات والذي شعرت أنه تضمن الكثير من الأخطاء الصارخة.

## عشرينيات القرن الحادي والعشرين

### كوفيد-19 والأشخاص ذوو الإعاقة
لقد شمل وباء كوفيد-19 العالم، وكان تأثيره في المملكة المتحدة شديدًا بشكل خاص، وخاصة بالنسبة للأشخاص ذوي الإعاقة. ينتمي العديد من الأشخاص ذوي الإعاقة إلى إحدى الفئات الثلاث التالية من الأشخاص الذين هم أكثر عرضة للوفاة نتيجة للعدوى:
1. معرضون للخطر بشكل كبير سريريًا (الحماية)
2. معرض للخطر سريريًا (معزول)
3. غير المعرضين للخطر سريريًا (الإغلاق).

على الرغم من إغلاق مكتبها لأسباب تتعلق بسلامة الموظفين، واصلت GMCDP العمل على دعم الأشخاص ذوي الإعاقة الذين قد يكونون معزولين بشكل متزايد، ودعم الحملات الخاصة بالأشخاص ذوي الإعاقة بما في ذلك:
- بُلغ في يونيو 2020 عن العدد المرتفع بشكل غير متناسب من الوفيات في دور الرعاية والذي يشمل العديد من الأشخاص ذوي الإعاقة من جميع الأعمار الذين يعيشون في المؤسسات، وكذلك كبار السن - على سبيل المثال " الوفيات الزائدة " للأشخاص ذوي الإعاقة الذين يعانون من صعوبات التعلم أو التوحد بنسبة 134٪ فوق المتوسط لخمس سنوات، أي حوالي أربعة أضعاف معدل "الوفيات الزائدة" في عموم السكان.
- عدم وجود مترجم للغة الإشارة البريطانية في المؤتمرات الصحفية اليومية في 10 داونينج ستريت
- إصدار بيانات عدم (محاولة) الإنعاش (DNR) بشكل شامل من قبل أقلية من أطباء الطب العام وموظفي دور الرعاية.
- الصعوبات التي يواجهها الأشخاص ذوو الإعاقة في الحصول على إمداداتهم الخاصة من معدات الحماية الشخصية لمقدمي الرعاية والمساعدين الشخصيين
- الصعوبات في الحصول على الغذاء والأدوية، وخاصة في الأسابيع الأولى من الإغلاق الوطني
- التأثيرات الإضافية على الصحة العقلية للأشخاص ذوي الإعاقة
- الصعوبات التي يواجهها بعض الصم وذوي الإعاقة في استخدام أقنعة الوجه وأغطية الوجه، على سبيل المثال في الحاجة إلى قراءة الشفاه
- الصعوبات التي يواجهها بعض الأشخاص ذوي الإعاقة عند محاولة الحفاظ على التباعد الاجتماعي في الهواء الطلق مع بعض الأشخاص غير ذوي الإعاقة الذين يتنازلون عن المساحة اللازمة.[36]

## إدارة

### المكاتب
1. 11 طريق أنسون، راشولمي، مانشستر M14 5BY
2. حديقة كاريوكا للأعمال، أردويك، مانشستر M12 4AH
3. كاريسبروك، وينلوك واي، جورتون، مانشستر M12 5LF
4. بي في سي، آكيد كلوز، أردويك، مانشستر M12 4AN
5. مركز ويندراش، 70 طريق ألكسندرا، موس سايد، مانشستر M16 7WD

### رؤساء الموظفين
لورين جرادويل، ميشيل سكاترجود (بروكس)، ناتالي ماركهام، كارون بليك (بيتشي)، نيكولا ماكدونا.

## أرشيف الأشخاص ذوي الإعاقة
لقد نقلت GMCDP مكاتبها عدة مرات في أول 15 عامًا، وكان المجلس التنفيذي قلقًا بشأن العدد المتزايد من المواد القديمة الموجودة في الصناديق والتي تحتاج إلى الحفاظ عليها وتخزينها بشكل أفضل. في سبتمبر/أيلول 2002، قرر المجلس التنفيذي أن إنشاء أرشيف لحركة الأشخاص ذوي الإعاقة "سيكون أولوية قصوى للمنظمة". في يناير/كانون الثاني 2003، تقدمت GMCDP، بالاشتراك مع تحالف برمنغهام للأشخاص ذوي الإعاقة و Muscle Power، بطلب إلى صندوق يانصيب التراث (HLF) للحصول على منحة إيرادات، ونجحت في ذلك، حيث وظفت GMCDP برايان كوكوروي ابتداءً من أبريل/نيسان 2004 لمدة اثني عشر شهرًا. تُنشئ ملفات الكتالوج، وتوضع بعض الصناديق في تخزين آمن في مكتب سجلات مقاطعة مانشستر الكبرى (GMCRO). قُدم طلب لتمديد المنحة يتضمن بناء جديد مرغوب فيه للأرشيف ولكن لم يُوافق عليه، وفي وقت لاحق في يونيو 2005 وظف بريان هيلتون بشكل مؤقت بأموال GMCDP الخاصة. في عام 2006، مول GMCDP من قبل HLF لمشروع التاريخ الشفوي، الصم والمعوقين من أردويك، مانشستر. أنتج هذا المشروع 15 لوحة عرض، كل منها بحجم A1.
على مر السنين استمرت الصناديق الإضافية من المواد القديمة الفريدة في التراكم، وفي صيف عام 2013، اضطرت GMCDP إلى الانتقال من مكاتبها في Aked Close، وهو مبنى كبير مشترك مع منظمات حماية البيانات الأخرى والذي كان مركزًا مهمًا ولكن أُغلق بسبب تخفيضات السلطات المحلية مما جعل الإيجار باهظ التكلفة. انتقل GMCDP إلى مبنى أصغر في مركز Windrush واستأجر أيضًا غرفة تخزين في مصنع نسيج قديم في شرق مانشستر لحمل الجزء الأكبر من أرشيفه المكون من سبع خزائن ملفات (28 درجًا) و68 صندوق تخزين وبعض الأشياء الكبيرة بما في ذلك اللافتات.
كجزء من شهر تاريخ الإعاقة لعام 2015، مول متحف تاريخ الشعب (PHM) من قبل منظمة Scope لإقامة معرض بعنوان "التاريخ الخفي لنضال الأشخاص ذوي الإعاقة من أجل الحقوق المدنية"، والذي تضمن مقالاً مصاحبًا في صحيفة The Guardian ولكنه استخدم بعض المواد الأرشيفية من GMCDP. بعد العروض التي قدمت بعد هذا الحدث، وافقت PHM على العمل في المستقبل مع GMCDP والأشخاص ذوي الإعاقة تحت شعار " لا شيء عنا بدوننا".
في مايو 2016، بدأ أحد متطوعي GMCDP في إعداد قائمة عامة عالية المستوى لمحتويات كل صندوق ودرج، ووضع علامة على كل واحد منها. وفي وقت لاحق من عام 2016، وافق الموظفون في Archives+ ("archives plus") على أخذ هذه المواد المنظمة إلى حراسة آمنة، وإضافتها إلى الصناديق السابقة المخزنة في GMCRO. مع وجود المواد في حالة يمكن التحكم فيها بشكل أفضل، وظفت GMCDP ليندا مارش بعقد محدد المدة لبدء عمل كتالوج مفصل للأرشيف قبل فتحه للجمهور.
في يونيو 2019، أنتجت GMCDP طبعة من مجلة التحالف بالكامل على أرشيفها. وقد أعلن مركز GMCDP عن التزامه بجعل هذا الأرشيف الواسع متاحًا بالكامل للناشطين والباحثين.
في أكتوبر 2021، حصل GMCDP على أموال من Wellcome Trust لتوسيع المشروع بثلاثة موظفين لمدة ثلاث سنوات، ومُدد لبضعة أشهر بسبب التأخير في أعقاب الوباء. كان العنصر الأكبر من هذا العمل هو البدء في فهرسة المجموعة الرئيسية وجعل السجلات متاحة بالكامل بتنسيقات متعددة. في يوليو 2020، وافق المجلس التنفيذي لـ GMCDP على إعادة تسمية مشروع تطوير الأرشيف إلى أرشيف الأشخاص ذوي الإعاقة ليعكس نمو الأرشيف مع حوالي 30 مجموعة أخرى بالإضافة إلى المواد الخاصة بـ GMCDP.